# Aero 20
Der Aero 20 (auch Aero 1000) war ein tschechoslowakisches Automobil, das Aero von 1933 bis 1934 baute.
Der Zweizylinder-Zweitaktmotor hatte einen Hubraum von 998 cm³ und leistete 26 PS. Mit Hinterradantrieb und Dreiganggetriebe erreichte der Wagen eine Höchstgeschwindigkeit von rund 90 km/h. Der Kraftstoffverbrauch lag bei 8 l/100 km.
Der Aero 20 war das erste Mittelklassemodell dieses Herstellers.
Insgesamt wurden 236 Exemplare gebaut.
Zudem entstanden auf dem Fahrgestell dieses Modells 40 Exemplare des Aero 750.

## Motorsport und Langstreckenfahrten
Im Jahr 1934 nahmen Bohumil Turek und Antonin Nahodil auf einem Aero 20 vom Startort Athen aus an der Rallye Monte Carlo teil und belegten den dritten Platz in
der Klasse bis 1500 cm³. 
Von Februar bis April des gleichen Jahres wurde mit vier blau lackierten Aero 20 – dem 'Blauen Team' – eine Expeditionsfahrt durch Nordafrika unternommen. Pilotiert wurden die Fahrzeuge von drei Damenteams und einem Männerteam (Serviceauto), das aus František Alexander Elstner und einem Ingenieur bestand. Nach 48 Tagen und rund 14.000 km erreichten die Teams am 13. April 1934 wieder Prag. Die gesamte Expedition wurde als Marketingaktion von zahlreichen Reportagen und Empfängen begleitet. 
Im gleichen Jahr wurde mit dem Serviceauto dieser Afrika-Expedition eine Fahrt nach Kabul (und zurück) unternommen, die von Mai bis August 1934 dauerte.